# Guzmania remyi
Guzmania remyi är en gräsväxtart som beskrevs av Lyman Bradford Smith. Guzmania remyi ingår i släktet Guzmania och familjen Bromeliaceae. Inga underarter finns listade i Catalogue of Life.